# Theodore Edgar McCarrick

Theodore Edgar McCarrick (7. července 1930 New York – 3. dubna 2025 Dittmer) byl americký duchovní, někdejší arcibiskup Washingtonu a kardinál. Na členství v kardinálském kolegiu rezignoval v červenci 2018 poté, co byl obviněn ze sexuálního zneužívání mladých mužů a dětí. Na základě rozhodnutí Kongregace pro nauku víry byl pak v únoru 2019 propuštěn z duchovního stavu. 

## Církevní dráha

### Kněz
Kněžské svěcení přijal 31. května 1958, následně pokračoval ve studiích na Katolické Americké univerzitě ve Washingtonu. V letních měsících vedl Institut španělských studií na Katolické univerzitě Portoriko v Ponce (tato škola se věnovala rozšíření znalosti španělštiny a portorické kultury mezi kněžími a řeholníky z New Yorku). V letech 1961 až 1963 vykonával funkci děkana na Katolické Americké univerzitě a přednášel zde. Mezi lety 1965 až 1969 byl prezidentem Katolické univerzitě Portoriko. Od roku 1969 působil jako duchovní v newyorské arcidiecézi, zabýval se především pastorací nejchudší mládeže.

### Biskup
V letech 1971 až 1977 byl sekretářem arcibiskupa New Yorku kardinála Terence Cooka. V květnu 1977 byl jmenován pomocným biskupem New Yorku, biskupské svěcení přijal 29. června téhož roku. Zastával funkci biskupského vikáře pro výchovu. V listopadu 1981 ho papež Jan Pavel II. jmenoval biskupem nové diecéze Metuchen (ve státě New Jersey), v květnu 1986 se stal arcibiskupem arcidiecéze Newark.

### Kardinál
V listopadu 2000 byl jmenován arcibiskupem Washingtonu, řízení arcidiecéze se ujal 3. ledna 2001. Při konzistoři 21. února 2001 byl jmenován kardinálem. Po dovršení kanonického věku rezignoval v květnu 2006 na funkci arcibiskupa. Jeho nástupcem se stal Donald William Wuerl.

## Obvinění ze sexuálních přečinů
Dne 10. listopadu 2020 zveřejnil Vatikán zprávu o řešení a průběhu McCarrickova případu. Zveřejnil zde také 6 anonymních dopisů obviňujících McCarricka z pedofilie, které byly počátkem 90. let předány církevním představitelům a později také Svatému stolci. Tehdejší newyorský arcibiskup kardinál O’Connor je před svou smrtí roku 1999 předal Vatikánu společně se šestistránkovou důvěrnou zprávou, aby McCarrick nebyl povýšen na žádné významné americké diecéze kvůli možnému skandálu.
Další anonymní dopisy byly rozeslány v letech 1992 - 1993 nejvyšším církevním představitelům USA, biskupské konferenci a vatikánskému nunciovi v USA, který sdělil, že dopisy po obdržení zničil. Vatikán dlouho přehlížel anonymní dopisy o zneužívání a trval na podepsaných stížnostech. Od roku 2020 však Vatikán tuto politiku změnil a lze otevřít případy i od anonymních stěžovatelů.
Roku 1999 zaslal kardinál O’Connor papeži Janu Pavlovi II. dopis o obviněních McCarricka ze sexuálních přečinů. Jednalo se o dobu, kdy bylo zvažováno McCarrickovo jmenování na arcibiskupa ve Washingtonu. Nakonec však bylo vyšetřování McCarrickových přečinů pozastaveno, jelikož čtyři ze tří arcibiskupů, kteří měli událost prověřit, údajně poskytli "nepřesné a neúplné informace".
Papež Jan Pavel II. se poté rozmýšlel, že McCarricka na washingtonského arcibiskupa nejmenuje, ale nakonec ho přesvědčil dopis, ve kterém se McCarrick prohlašoval za nevinného a že se neúčastnil sexuálního chování. Papež Jan Pavel II. byl pravděpodobně ovlivněn rodným Polskem, kde komunistická vláda používala falešná obvinění vůči biskupům, aby degradovala církev. Dalším důvodem papežova rozhodnutí může být informace, že jako jediný přímo jmenovaný, kdo si stěžoval na sexuální zneužívání ze strany McCarricka, byl duchovní, který dříve také zneužíval dva nezletilé chlapce a byl tudíž považován za nespolehlivého informátora. Svatý stolec od něj také neobdržel žádnou podepsanou stížnost na McCarricka.
Dalším důvodem názoru papeže Jana Pavla II. může být fakt, že byl McCarrick přes dvě desetiletí biskupské služby označován za velmi pracovitého a schopného zvládnout i choulostivé a obtížné úkoly ve Spojených státech i v jiných částech světa. Také se spolu Jan Pavel II. a McCarrick znali již od poloviny 70. let 20. století.
Roku 2005 papež Benedikt XVI. požádal McCarricka o rezignaci na funkci arcibiskupa ve Washingtonu, když se dozvěděl o dopisu z roku 1994 adresovaném biskupovi Hughesovi, ve kterém jsou popsány sexuální přečiny McCarricka. Roku 2006 nařídila McCarrickovi Biskupská kongregace, aby se uchýlil k soukromí, a roku 2008 byla informace předána i písemně. McCarrick však obě nařízení ignoroval.  Od podzimu roku 2008 do podzimu roku 2011 byl McCarrick stále aktivní, i když s nižším profilem. Rezignoval sice na některé své funkce, ale stále zůstal členem některých výborů.

### Rezignace z Kolegia kardinálů
Dne 8. června 2017 obdržela Arcidiecéze New York na svou žádost zprávu, že v 70. letech 20. století se McCarrick dopustil sexuálního zneužívání nezletilého v jeho 16 a 17 letech. Jedná se o první obvinění McCarricka ze sexuálního zneužívání, kdy byla oběť přímo jmenována.
Dne 18. října 2017 nařídil Svatý otec newyorskému kardinálovi Dolanovi předběžné vyšetřování ohledně případu nezletilého. Arcibiskup z New Yorku poté nařídil předběžné šetření činu od konce prosince 2017 do poloviny dubna 2018. Informace byly poté předány Arcidiecézské newyorské hodnotící komisi, která případ přezkoumala, provedla rozhovory s žalobcem i s kardinálem McCarrickem a jednomyslně shledali McCarricka vinným.  Rozhodnutí o odstranění McCarricka z veřejnosti bylo zveřejněno 20. června 2018.
Dne 27. července 2018 přijal papež František McCarrickovu rezignaci na členství ve sboru kardinálů, a to v souvislosti s obviněními ze sexuálního zneužívání mladých mužů a chlapců. Papež mu zároveň zakázal vysluhovat svátosti a přikázal mu žít o samotě v modlitbě a pokání, dokud nebude uzavřen kanonický proces proti němu vedený.

### Propuštění z duchovního stavu
Po červnu roku 2018 se začaly objevovat další osoby poskytující informace o McCarrickově chování. Vzhledem k shromážděným faktům pověřil papež František Kongregaci pro nauku víry a 14. prosince 2018 bylo provedeno správní trestní řízení.
Dne 11. ledna 2019 na základě informací získaných během správního řízení vydala Kongregace pro nauku víry dekret, kterým shledala McCarricka vinného z obtěžování během svátosti zpovědi a hříchy proti šestému přikázání spáchaným s nezletilými i dospělými s přitěžujícím faktorem zneužití moci. Na základě rozhodnutí Kongregace pro nauku víry byl pak McCarrick v únoru 2019 propuštěn z duchovního stavu. Stal se tak prvním kardinálem, který byl vyloučen z Kolegia kardinálů z důvodu sexuálního zneužívání.